# Nikita Goussev
Pour les articles homonymes, voir Goussev.
Nikita Andreïevitch Goussev, en russe : Никита Андреевич Гусев et en anglais : Nikita Gusev (né le 8 juillet 1992 à Moscou en Russie), est un joueur professionnel russe de hockey sur glace. Il évolue au poste d'attaquant.

## Biographie

### Carrière en club
En 2010, il débute dans la KHL avec le HK CSKA Moscou entraîné par Sergueï Nemtchinov. Le 28 décembre 2010, il inscrit son premier but face au Iougra Khanty-Mansiïsk. Il remporte la Coupe Kharlamov 2011 avec la Krasnaïa Armia, équipe réserve du CKSA Moscou dans la Molodiojnaïa Hokkeïnaïa Liga. Lors du repêchage d'entrée dans la LNH 2012, le Lightning de Tampa Bay le choisit au septième tour en deux-cent-deuxième position.
Lors de la saison 2012-2013, il passe du CSKA Moscou à l'Amour Khabarovsk. Il poursuit sa progression au Iougra Khanty-Mansiïsk de 2013 à 2016. Lors de la saison 2015-2016, il est échangé au SKA Saint-Pétersbourg. Il remporte la Coupe Gagarine 2017.
Le 22 juin 2017, le Lightning échange les droits de Goussev aux Golden Knights de Vegas afin qu'ils choisissent Jason Garrison lors du Repêchage d'expansion de la LNH 2017. 
Le 14 avril 2019, il signe un contrat d'un an avec les Golden Knights de Vegas. Il rejoint l'équipe pour les séries éliminatoires de la Coupe Stanley mais n'est pas aligné lors du premier tour perdu par Vegas en sept matchs contre les Sharks de San José.
Le 29 juillet 2019, il est échangé aux Devils du New Jersey en retour d'un choix de deuxième tour au repêchage 2021 et d'un choix de troisième tour au repêchage 2020. Il signe avec les Devils un contrat de deux ans d'une valeur de 9 millions de dollars.
Le 4 octobre 2019, il joue son premier match dans la Ligue nationale de hockey et marque son premier but face aux Jets de Winnipeg.
Le 9 avril 2021, il est soumis au ballotage par les Devils afin de résilier son contrat. Non réclamé, il signe un contrat avec les Panthers de la Floride le 11 avril 2021.

### Carrière internationale
Il représente la Russie au niveau international. Il prend part aux sélections jeunes. Il participe à la Super Série Subway 2011.

## Trophées et honneurs personnels

### Molodiojnaïa Hokkeïnaïa Liga
- 2010 : participe au Match des étoiles avec la Conférence Ouest.
- 2011 : participe au Match des étoiles avec la Conférence Ouest (titulaire).
- 2010-2011 : nommé dans l'équipe type du journal Sovetski Sport.
- 2011 : termine meilleur pointeur des séries éliminatoires.
- 2011 : termine meilleur buteur des séries éliminatoires.
- 2011 : remporte le Trophée Vitali Davydov du meilleur joueur des séries éliminatoires.
- 2012 : participe au Match des étoiles avec la Conférence Ouest (titulaire).
- 2012 : remporte le Trophée Vitali Davydov du meilleur joueur des séries éliminatoires.

### Ligue continentale de hockey
- 2014-2015 : participe au match des étoiles.
- 2015-2016 : participe au match des étoiles.
- 2017-2018 : participe au match des étoiles.
- 2017-2018 : termine meilleur passeur.
- 2017-2018 : nommé dans la première équipe d'étoiles.
- 2017-2018 : nommé meilleur joueur (trophée de la crosse d'or).
- 2017-2018 : nommé joueur avec le meilleur esprit sportif.
- 2018-2019 : participe au match des étoiles.
- 2018-2019 : termine meilleur passeur.
- 2018-2019 : termine meilleur pointeur.

### Championnat du monde
- 2017 : termine meilleur buteur.

### Jeux olympiques
- 2018 : termine meilleur passeur.
- 2018 : termine meilleur pointeur.
- 2018 : nommé meilleur attaquant.

## Statistiques

### En club
| Saison     | Équipe                 | Ligue      |                   | Saison régulière  | Saison régulière  | Saison régulière  | Saison régulière  | Saison régulière |    | Séries éliminatoires | Séries éliminatoires | Séries éliminatoires | Séries éliminatoires | Séries éliminatoires |
| Saison     | Équipe                 | Ligue      | PJ                | B                 | A                 | Pts               | Pun               | PJ               | B  | A                    | Pts                  | Pun                  |                      |                      |
| 2009-2010  | Krasnaïa Armia         | MHL        | 48                | 17                | 40                | 57                | 14                | 5                | 1  | 2                    | 3                    | 0                    |                      |                      |
| 2010-2011  | HK CSKA Moscou         | KHL        | 18                | 1                 | 0                 | 1                 | 2                 | -                | -  | -                    | -                    | -                    |                      |                      |
| 2010-2011  | Krasnaïa Armia         | MHL        | 38                | 22                | 37                | 59                | 14                | 16               | 17 | 10                   | 27                   | 6                    |                      |                      |
| 2011-2012  | HK CSKA Moscou         | KHL        | 15                | 2                 | 1                 | 3                 | 0                 | 1                | 0  | 0                    | 0                    | 0                    |                      |                      |
| 2011-2012  | Krasnaïa Armia         | MHL        | 34                | 30                | 46                | 76                | 26                | 19               | 16 | 17                   | 33                   | 0                    |                      |                      |
| 2012-2013  | HK CSKA Moscou         | KHL        | 6                 | 0                 | 1                 | 1                 | 0                 | -                | -  | -                    | -                    | -                    |                      |                      |
| 2012-2013  | THK Tver               | VHL        | 15                | 7                 | 6                 | 13                | 2                 | -                | -  | -                    | -                    | -                    |                      |                      |
| 2012-2013  | Amour Khabarovsk       | KHL        | 24                | 4                 | 8                 | 12                | 6                 | -                | -  | -                    | -                    | -                    |                      |                      |
| 2013-2014  | Iougra Khanty-Mansiïsk | KHL        | 44                | 8                 | 6                 | 14                | 10                | -                | -  | -                    | -                    | -                    |                      |                      |
| 2014-2015  | Iougra Khanty-Mansiïsk | KHL        | 55                | 21                | 16                | 37                | 12                | -                | -  | -                    | -                    | -                    |                      |                      |
| 2015-2016  | Iougra Khanty-Mansiïsk | KHL        | 23                | 7                 | 7                 | 14                | 4                 | -                | -  | -                    | -                    | -                    |                      |                      |
| 2015-2016  | SKA Saint-Pétersbourg  | KHL        | 33                | 13                | 22                | 35                | 10                | 15               | 5  | 9                    | 14                   | 0                    |                      |                      |
| 2016-2017  | SKA Saint-Pétersbourg  | KHL        | 57                | 24                | 47                | 71                | 8                 | 18               | 7  | 16                   | 23                   | 2                    |                      |                      |
| 2017-2018  | SKA Saint-Pétersbourg  | KHL        | 54                | 22                | 40                | 62                | 2                 | 15               | 7  | 5                    | 12                   | 2                    |                      |                      |
| 2018-2019  | SKA Saint-Pétersbourg  | KHL        | 62                | 17                | 65                | 82                | 10                | 18               | 9  | 10                   | 19                   | 0                    |                      |                      |
| 2019-2020  | Devils du New Jersey   | LNH        | 66                | 13                | 31                | 44                | 12                | -                | -  | -                    | -                    | -                    |                      |                      |
| 2020-2021  | Devils du New Jersey   | LNH        | 20                | 2                 | 3                 | 5                 | 0                 | -                | -  | -                    | -                    | -                    |                      |                      |
| 2020-2021  | Panthers de la Floride | LNH        | 11                | 2                 | 3                 | 5                 | 2                 | -                | -  | -                    | -                    | -                    |                      |                      |
| 2021-2022  | SKA Saint-Pétersbourg  | KHL        | 31                | 10                | 25                | 35                | 4                 | 16               | 7  | 9                    | 16                   | 12                   |                      |                      |
| 2022-2023  | SKA Saint-Pétersbourg  | KHL        | 37                | 23                | 26                | 49                | 6                 | 13               | 5  | 7                    | 12                   | 0                    |                      |                      |
| 2023-2024  | HK Dinamo Moscou       | KHL        | 68                | 23                | 66                | 89                | 10                | 9                | 3  | 7                    | 10                   | 2                    |                      |                      |
| 2024-2025  | HK Dinamo Moscou       | KHL        | Saison en cours ? | Saison en cours ? | Saison en cours ? | Saison en cours ? | Saison en cours ? |                  |    |                      |                      |                      |                      |                      |
| Totaux LNH | Totaux LNH             | Totaux LNH | 97                | 17                | 37                | 57                | 14                | -                | -  | -                    | -                    | -                    |                      |                      |

### En équipe nationale
| Année | Compétition                 |    | PJ | B  | A  | Pts | Pun | +/-                |  | Résultat |
| 2012  | Championnat du monde junior | 7  | 3  | 6  | 9  | 0   | +5  | Médaille d'argent  |  |          |
| 2017  | Championnat du monde        | 10 | 7  | 7  | 14 | 4   | +5  | Médaille de bronze |  |          |
| 2018  | Jeux olympiques             | 6  | 4  | 8  | 12 | 4   | +7  | Médaille d'or      |  |          |
| 2018  | Championnat du monde        | 4  | 1  | 3  | 4  | 0   | 0   | Sixième place      |  |          |
| 2019  | Championnat du monde        | 10 | 4  | 12 | 16 | 0   | +12 | Médaille de bronze |  |          |
| 2022  | Jeux olympiques             | 6  | 0  | 6  | 6  | 2   | +3  | Médaille d'argent  |  |          |